# ستيفن شوارزمان

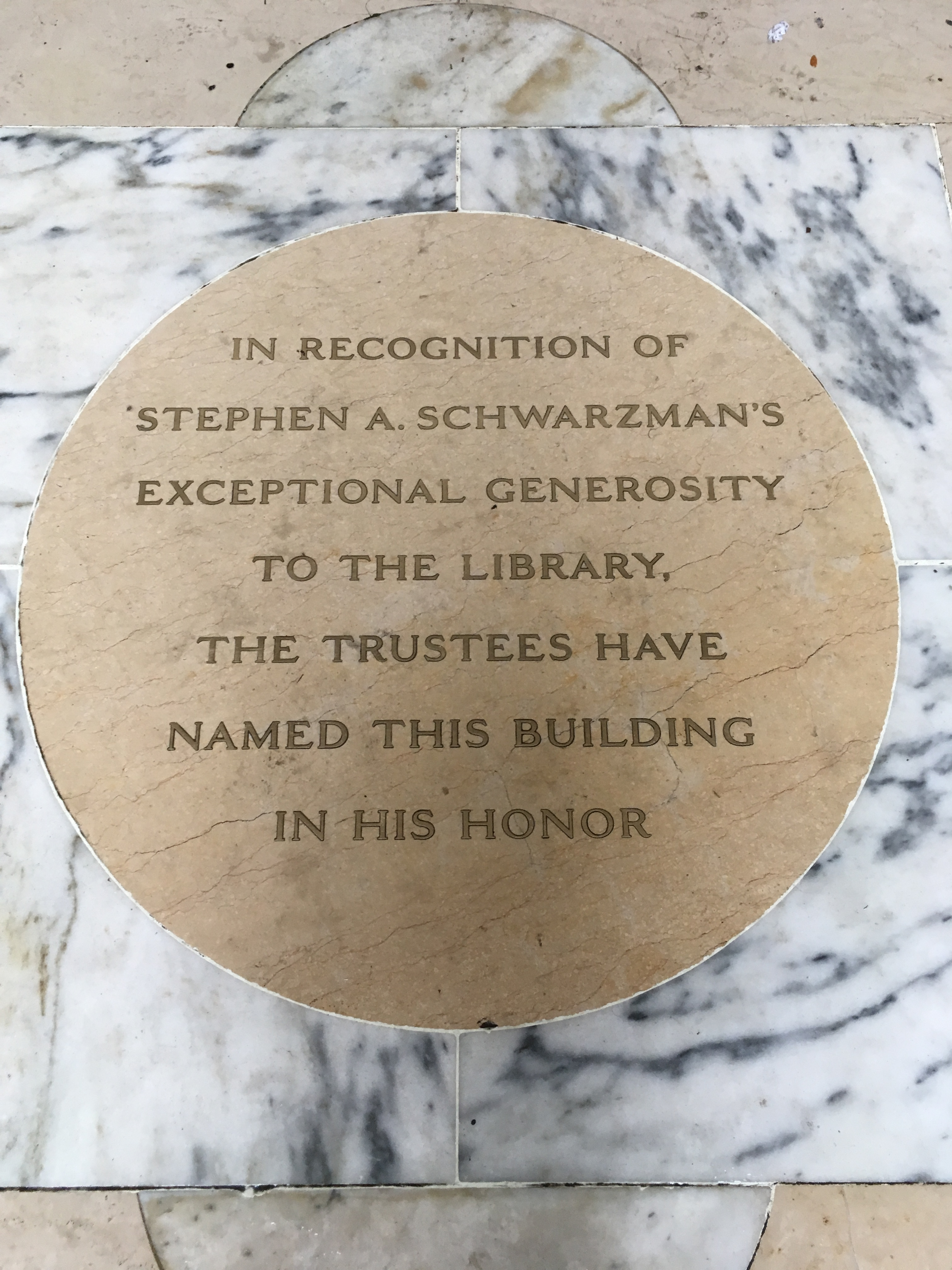
لوحة في المبنى المرجعي المركزي لمكتبة نيويورك العامة تكريمًا لإسهامات شوارزمان

ستيفن ألين شوارزمان (ولد في 14 فبراير 1947) هو رجل أعمال ومستثمر أمريكي. وهو رئيس مجلس الإدارة والرئيس التنفيذي لمجموعة بلاكستون، وهي شركة أسهم خاصة عالمية أسسها في عام 1985 مع الرئيس والمدير التنفيذي السابق لشركة ليمان براذرز ووزير التجارة الأمريكي بيتر بيترسون . تقدر ثروته الشخصية بـ 17.2 مليار دولار اعتبارًا من أكتوبر 2019. اعتبارًا من عام 2019 ، صنفت فوربس شوارزمان في المرتبة 100 في قائمة المليارديرات في العالم. عمل شوارزمان لفترة وجيزة كرئيس للمنتدى الاستراتيجي والسياسات للرئيس دونالد ترامب.

## روابط خارجية
- ستيفن شوارزمان على موقع مونزينجر (الألمانية)
- ستيفن شوارزمان على موقع إن إن دي بي (الإنجليزية)